# Trachinotus cayennensis
 Trachinotus cayennensis és una espècie de peix de la família dels caràngids i de l'ordre dels perciformes.

## Morfologia
Els mascles poden assolir els 60 cm de longitud total.

## Distribució geogràfica
Es troba des de Colòmbia i Veneçuela fins al Brasil.